# Sakura Gakuin 2011 Nendo ~Friends~
Sakura Gakuin 2011 Nendo ~Friends~ (さくら学院2011年度 ～FRIENDS～), estilizado como Sakura Gakuin 2011 Nendo ~FRIENDS~, é o segundo álbum de estúdio lançado pelo grupo idol Japonês Sakura Gakuin.
Ele foi lançado no Japão dia 21 de março de 2012.

## Resumo
Esse foi o primeiro álbum com as novas integrantes Rinon Isono e Hana Taguchi e sem as integrantes Ayami Muto, Ayaka Miyoshi e Airi Matsui que haviam graduado ao mesmo tempo em março de 2012.
Será também nessa ocasião a dissolução do subgrupo SCOOPERS, que era ocupado por Ayaka e Airi.

## Formação
- Ayami Muto (武藤彩未)
- Ayaka Miyoshi (三吉彩花)
- Airi Matsui (松井愛莉)
- Suzuka Nakamoto (中元すず香)
- Marina Horiuchi (堀内まり菜)
- Raura Iida (飯田來麗)
- Nene Sugisaki (杉崎寧々)
- Hinata Sato (佐藤日向)
- Yui Mizuno (水野由結)
- Moa Kikuchi (菊地最愛)
- Rinon Isono (磯野莉音)
- Hana Taguchi (田口華)

## Faixas
O álbum inclui os segundo e terceiro singles do grupo, "Verishuvi" e "Tabidachi no Hi ni", e o segundo single de seus subgrupos: "Please! Please! Please!" (Twinklestars) e "Iine! (Vega mix ver.)" (Babymetal). A versão original da canção "Iine!" foi introduzida no single "Babymetal × Kiba of Akiba", diferente da versão remixada incluída no álbum.
Também inclui o single "Friends", que foi lançado em formato digital em 23 de novembro de 2011.

### Edição regular
| N.º | Título                                                     | Intérprete                              | Duração |  |
| 1.  | "Verishuvi" (ベリシュビッッ)                               | Sakura Gakuin                           | 4:37    |  |
| 2.  | "Friends"                                                  | Sakura Gakuin                           | 4:12    |  |
| 3.  | "Please! Please! Please!" (プリーズ！プリーズ！プリーズ！) | Clube do Bastão Twinklestars            | 3:46    |  |
| 4.  | "Rapicamu" (ラピカム)                                      | Clube do Bastão Twinklestars            | 4:00    |  |
| 5.  | "Hashire Shōjiki Mono" (走れ正直者)                        | Clube de Volta para Casa sleepiece      | 3:32    |  |
| 6.  | "Yokubari Fille" (よくばりフィーユ)                        | Clube de Culinária Minipati             | 4:14    |  |
| 7.  | "Iine! (Vega mix ver.)" (いいね！)                         | Clube de Música Pesada Babymetal        | 4:12    |  |
| 8.  | "Otomegokoro" (オトメゴコロ)                               | Sakura Gakuin                           | 3:56    |  |
| 9.  | "Pictogram" (ピクトグラム)                                 | Sakura Gakuin                           | 4:13    |  |
| 10. | "3.a.m"                                                    | Ayami Muto, Ayaka Miyoshi e Airi Matsui | 4:46    |  |
| 11. | "See you..."                                               | Sakura Gakuin                           | 4:28    |  |
| 12. | "Tabidachi no Hi ni" (旅立ちの日に)                        | Sakura Gakuin                           | 3:38    |  |

### Edições limitadas
CD
Mesmas faixas da Edição Regular.
DVD
| Edição Limitada "Sa" |                                                                                                  |         |  |
| N.º                  | Título                                                                                           | Duração |  |
| 1.                   | "Verishuvi PV"                                                                                   |         |  |
| 2.                   | "Sakura Gakuin 2011 Nendo Mekiuchi Gakunenmatsu Test" (さくら学院 2011年度 抜き打ち学年末テスト) |         |  |
| 3.                   | "Sakura Gakuin "Muto Ayami no Heya"" (さくら学院 “武藤彩未の部屋”)                               |         |  |
| 4.                   | "Team Ayaka - Shinri Test ~Honto no Otomegokoro.~" (心理テスト ~本当のオトメゴコロ。~)           |         |  |
| 5.                   | "Tokuten Eizō" (特典映像)                                                                        |         |  |

| Edição Limitada "Ku" |                                                                                                |         |  |
| N.º                  | Título                                                                                         | Duração |  |
| 1.                   | "Tabidachi no Hi ni PV"                                                                        |         |  |
| 2.                   | "Friends ~Mizuno Yui no Yuuutsu~"" (ドラマ「憧れのFRIENDS～水野由結の憂鬱～」)                 |         |  |
| 3.                   | "Dorama "Akogare no Friends ~Muto Ayami no Yabō"" (ドラマ「憧れのFRIENDS ～武藤彩未の野望～」) |         |  |
| 4.                   | "Sakura Gakuin "Matsui Airi no Heya"" (さくら学院 “松井愛莉の部屋”)                            |         |  |
| 5.                   | "Team Ayami - Shinri Test ~Honto no Otomegokoro.~" (心理テスト ~本当のオトメゴコロ。~)         |         |  |
| 6.                   | "Tokuten Eizō" (特典映像)                                                                      |         |  |

| Edição Limitada "Ra" |                                                                                            |         |  |
| N.º                  | Título                                                                                     | Duração |  |
| 1.                   | "Friends PV"                                                                               |         |  |
| 2.                   | ""Pictogram" no Music Clip wo Tsukurō!" (「ピクトグラム」のミュージッククリップを作ろう！) |         |  |
| 3.                   | "Sakura Gakuin "Miyoshi Ayaka no Heya"" (さくら学院 “三吉彩花の部屋”)                      |         |  |
| 4.                   | "Team Airi - Shinri Test ~Honto no Otomegokoro.~" (心理テスト ~本当のオトメゴコロ。~)      |         |  |
| 5.                   | "Tokuten Eizō" (特典映像)                                                                  |         |  |

## Desempenho nas paradas musicais
| Parada (2012)                            | Melhor posição |
| ---------------------------------------- | -------------- |
| Japão (Oricon Weekly Albums Chart)       | 56             |
| Japão (Billboard Japan Top Albums Sales) | 59             |